# Communauté de communes du Pays de Maîche
La communauté de communes du Pays de Maîche est une communauté de communes française située dans le département du Doubs, en Franche-Comté, dans la région administrative Bourgogne-Franche-Comté.

## Historique
Le 1er janvier 2000, la communauté de communes du Plateau Maîchois est créée. Elle est alors composée de sept communes, à savoir Les Bréseux, Cernay-l'Église, Charquemont, Damprichard, Les Écorces, Frambouhans et Maîche. En 2002, elles sont rejointes par quatre communes supplémentaires que sont Charmauvillers, Fournet-Blancheroche, Mont-de-Vougney et Trévillers.
Le 1er janvier 2009, la commune de Mancenans-Lizerne adhère à la communauté de communes.
Le 1er janvier 2010, la communauté intègre les sept communes du groupement intercommunal pour le développement et l'environnement entre Dessoubre et Doubs pour créer la communauté de communes du Pays de Maîche.
À la date du 1er janvier 2017, sont adjointes :
-Cinq des communes de  la communauté de communes entre Dessoubre et Barbèche : Battenans-Varin, Cour-Saint-Maurice, Rosureux, Vaucluse, Vauclusotte.
-Dix-neuf des vingt communes de la communauté de communes de Saint-Hippolyte.
-Le 1er janvier 2024, la commune de Dampjoux quitte la communauté de communes du Pays de Maîche pour intégrer la communauté d'agglomération Pays de Montbéliard Agglomération.

## Composition
La communauté de communes est composée des 42 communes suivantes :

| Nom                          | Code Insee | Gentilé            | Superficie (km2) | Population (dernière pop. légale) | Densité (hab./km2) |
| ---------------------------- | ---------- | ------------------ | ---------------- | --------------------------------- | ------------------ |
| Maîche (siège)               | 25356      | Maîchois           | 17,42            | 4 226 (2022)                      | 243                |
| Battenans-Varin              | 25046      |                    | 6,38             | 79 (2022)                         | 12                 |
| Belfays                      | 25049      |                    | 3,2              | 131 (2022)                        | 41                 |
| Bief                         | 25061      | Biefois            | 3,81             | 111 (2022)                        | 29                 |
| Les Bréseux                  | 25091      |                    | 7,37             | 487 (2022)                        | 66                 |
| Burnevillers                 | 25102      | Benevelas          | 6,74             | 48 (2022)                         | 7,1                |
| Cernay-l'Église              | 25108      | Fourmis            | 5,95             | 318 (2022)                        | 53                 |
| Chamesol                     | 25114      | Chamesolois        | 10,21            | 386 (2022)                        | 38                 |
| Charmauvillers               | 25124      |                    | 10,47            | 283 (2022)                        | 27                 |
| Charquemont                  | 25127      | Charquemontois     | 21,44            | 2 867 (2022)                      | 134                |
| Cour-Saint-Maurice           | 25173      | Maurisois          | 4,47             | 148 (2022)                        | 33                 |
| Courtefontaine               | 25174      |                    | 7,7              | 247 (2022)                        | 32                 |
| Dampjoux                     | 25192      |                    | 2,31             | 164 (2022)                        | 71                 |
| Damprichard                  | 25193      | Damprichards       | 21,9             | 1 825 (2022)                      | 83                 |
| Les Écorces                  | 25213      |                    | 9,51             | 766 (2022)                        | 81                 |
| Ferrières-le-Lac             | 25234      |                    | 2,47             | 168 (2022)                        | 68                 |
| Fessevillers                 | 25238      | Fessevillageois    | 6,16             | 159 (2022)                        | 26                 |
| Fleurey                      | 25244      |                    | 8,04             | 85 (2022)                         | 11                 |
| Fournet-Blancheroche         | 25255      | Fournets           | 13,08            | 351 (2022)                        | 27                 |
| Frambouhans                  | 25256      |                    | 10,1             | 878 (2022)                        | 87                 |
| Glère                        | 25275      |                    | 15,93            | 180 (2022)                        | 11                 |
| Goumois                      | 25280      |                    | 5,83             | 167 (2022)                        | 29                 |
| Indevillers                  | 25314      |                    | 22,81            | 248 (2022)                        | 11                 |
| Liebvillers                  | 25335      |                    | 3,03             | 147 (2022)                        | 49                 |
| Mancenans-Lizerne            | 25366      | Mancenans          | 6,09             | 184 (2022)                        | 30                 |
| Mont-de-Vougney              | 25392      |                    | 7,03             | 195 (2022)                        | 28                 |
| Montancy                     | 25386      |                    | 8,86             | 119 (2022)                        | 13                 |
| Montandon                    | 25387      |                    | 12,71            | 372 (2022)                        | 29                 |
| Montécheroux                 | 25393      | Echeroumontains    | 13,13            | 557 (2022)                        | 42                 |
| Montjoie-le-Château          | 25402      |                    | 5,39             | 22 (2022)                         | 4,1                |
| Orgeans-Blanchefontaine      | 25433      |                    | 4,83             | 40 (2022)                         | 8,3                |
| Les Plains-et-Grands-Essarts | 25458      |                    | 10,35            | 211 (2022)                        | 20                 |
| Rosureux                     | 25504      |                    | 6,14             | 80 (2022)                         | 13                 |
| Saint-Hippolyte              | 25519      | Saint-Hippolytains | 11,01            | 965 (2022)                        | 88                 |
| Soulce-Cernay                | 25551      | Soulçois           | 8,55             | 138 (2022)                        | 16                 |
| Les Terres-de-Chaux          | 25138      |                    | 14,49            | 130 (2022)                        | 9                  |
| Thiébouhans                  | 25559      |                    | 5,81             | 245 (2022)                        | 42                 |
| Trévillers                   | 25571      |                    | 10,74            | 532 (2022)                        | 50                 |
| Urtière                      | 25573      | Urtières           | 2,15             | 16 (2022)                         | 7,4                |
| Valoreille                   | 25584      |                    | 7,58             | 125 (2022)                        | 16                 |
| Vaucluse                     | 25588      | Vauclusiens        | 5,01             | 117 (2022)                        | 23                 |
| Vauclusotte                  | 25589      |                    | 7,62             | 77 (2022)                         | 10                 |
| Vaufrey                      | 25591      | Vaufréens          | 9,37             | 147 (2022)                        | 16                 |